# Rivière du Lièvre
Rivière du Lièvre är ett vattendrag i Kanada.   Det ligger i provinsen Québec, i den sydöstra delen av landet, 24 km nordost om huvudstaden Ottawa.
Trakten runt Rivière du Lièvre består till största delen av jordbruksmark. Runt Rivière du Lièvre är det ganska tätbefolkat, med 166 invånare per kvadratkilometer.